# 极端电影
极端电影（英語：extreme cinema）是指電影的一個子類型，其特點是使用過度的性和暴力，以及含有肢解和酷刑等各種極端的性質。近年来，极端电影专注于类型片，主要是恐怖片和剧情片。

## 接受
21世纪亚洲电影的日益流行为极端电影的发展做出了贡献，尽管极端电影仍被视为以恐怖電影为基础的流派。作为一个相对较新的流派，极端电影备受争议，并且在主流媒体中普遍不被接受。极端电影的目标是特定而小众的观众群体。

## 历史
极端电影的前史可以追溯到对藝術電影的审查以及20世纪上半叶开始在英语市场上进行的经典剝削電影的广告策略，以及后来对性的自由呈现。
“极端电影”这个名称源自于一系列亚洲电影，其结合了极端暴力、恐怖和令人震惊的情节等引人注意的特征。极端电影可以追溯到“亚洲极端”（Asian Extreme），这个术语用于描述日本和其他亚洲电影的过度特性。早期的亚洲极端电影例子包括1998年《午夜凶鈴》和2000年《大逃殺》。

## 争议
极端电影受到影评人和公众的高度批评和争议。对于这些电影中过度性化的争议使其成为对“主流”社会标准的威胁。
对于现代电影中暴力的使用的增加也受到了批评。自从70年代血腥砍杀电影的出现以来，极端电影的日益流行导致了大众媒体中的随意暴力。一些人批评极端电影让青少年容易接触和无意识地将其作为受众。

## 著名电影
- 一部塞尔维亚电影[10][11][12] (2010)
- 復仇行動[13] (1974)
- 撒旦的情與慾[14][15] (2009)
- 再婚驚魂記[16] (1999)
- 奧斯威辛（英语：Auschwitz (film)）[17] (2011)
- 土匪女王（英语：Bandit Queen）[18] (1994)
- 受生[17][14](1990)
- 班尼的錄影帶（英语：Benny's Video）[17] (1992)
- 黑色星期五（英语：Black Friday (2004 film)）[19] (2004)
- 鮮血盛宴（英语：Blood Feast）[17] (1963)
- 罗马帝国艳情史未分级版[17] (1979)
- 罗马帝国艳情史……不为人知的故事（英语：Caligula... The Untold Story）[20] (1982)
- 人食人實錄[21][22][23][24] (1980)
- 廚師、大盜，他的妻子和她的情人（英语：The Cook, the Thief, His Wife & Her Lover）[25] (1989)
- 慾望號快車（英语：Crash (1996 film)）[17][26] (1996)
- 惡魔（英语：The Devils (film)）[17][27] (1971)
- 非普通教慾[16] (2009)
- 死亡真面目[20][14] (1979)
- 大快人心（英语：Funny Games (1997 film)）[16][28] (1997)
- 戇徒（英语：Gandu (film)）[29] (2010)
- 仇恨（英语：Hated: GG Allin and the Murder Junkies）[20] (1994)
- 養鬼吃人[20] (1987)
- 殺手的肖像（英语：Henry: Portrait of a Serial Killer）[30][31] (1986)
- 恐怖旅舍[20] (2005)
- 傑克蓋的房子[32] (2018)
- 人体蜈蚣[20] (2009)
- 我唾棄你的墳墓[20] (1978)
- 殺手阿一 (2001)[33][34]
- 白痴[35] (1998)
- 殘酷女淫魔[20] (1975)
- 感官世界[36] (1976)
- 不可撤销[20] (2002)
- 慾望與智慧（英语：Kama Sutra: A Tale of Love）[37] (1996)
- 男孩看見血地獄[38] (2009)
- 瘋狂殺手（英语：Maniac (1980 film)）[39][40] (1980)
- 人咬狗 (1992年电影)[41] (1992)
- 残酷！女刑罰史（英语：Mark of the Devil (1970 film)）[41] (1970)
- 極限：殘殺煉獄（英语：Martyrs (2008 film)）[10][12] (2008)
- 掩蔽门限（英语：Masking Threshold (film)）[42][43][44] (2021)
- 没有女人的国家（英语：Matrubhoomi）[45] (2003)
- 疯狂人生（英语：Multiple Maniacs）[46][47] (1970)
- 神秘肌膚（英语：Mysterious Skin）[41] (2004)
- 天生杀人狂[48][49] (1994)
- 困惑的浪漫[41][50] (1987)
- 俄狄浦斯王（英语：Oedipus Rex (1967 film)）[41] (1967)
- 原罪犯[28][51] (2003)
- 潘奇（英语：Paanch）[52] (2003)
- 耶穌受難記[53][54] (2004)
- 碎块（英语：Pieces (film)）[55][56] (1982)
- 猪圈（英语：Pigsty (film)）[41] (1969)
- 粉红色火烈鸟[41][57] (1972)
- 恐怖錄影帶[41] (2007)
- 惡夜活死雞[41] (2006)
- 熱血回歸[41] (2008)
- 幽靈人種[41] (1985)
- 家靈（英语：Relic (2020 film)）[58] (2020)
- 迷上癮[41] (2000)
- 复仇女警（英语：Saani Kaayidham）[59] (2022)
- 哭悲[60] (2021)
- 索多瑪一百二十天[22][61] (1975)
- 恐懼鬥室[62] (2004)
- 病者：鲍勃·弗拉纳根的生命与死亡，超级性受虐狂（英语：Sick: The Life and Death of Bob Flanagan, Supermasochist）[62] (1997)
- 平安夜（英语：Otto Muehl）[62] (1969)
- 懼裂[63] (2024)
- 循环自杀[33] (2001)
- 甜蜜電影（英语：Sweet Movie）[62] (1974)
- 人体雕像（英语：Taxidermia）[12] (2006)
- 铁男1：金属兽（英语：Tetsuo: The Iron Man） (1989)[64]
- 性女暴力日記（英语：Thriller: A Cruel Picture）[62] (1973)
- 一条安达鲁狗[62] (1929)
- 一个人和他的猪[62] (1974)
- 死路尋死（英语：Where the Dead Go to Die）[62] (2012)

## 著名导演
- 加斯帕·诺早期（《独自站立》（英语：I Stand Alone (film)）、上文提到的《不可撤销》和《馬肉》（英语：Carne (1991 film)））[65][66][67][68][69]
- 彼得·杰克逊早期（《坏品位》（英语：Bad Taste）和《新空房禁地》）[17]
- 約翰·華特斯早期（上文提到的《疯狂人生》（英语：Multiple Maniacs）和《粉红色火烈鸟》）[70][71][72]
- 韦斯·克拉文早期（1972年《魔屋》和1977年《隔山有眼》）[41][20][73]
- 烏維·鮑爾[17]
- 布魯諾·杜蒙[74]
- 拉斯·馮·提爾[65]
- 三池崇史[12][75]
- 皮埃尔·保罗·帕索里尼[22][76]
- 艾利·羅斯[77][20]
- 園子溫[78]
- 赫謝爾·戈登·路易斯（英语：Herschell Gordon Lewis）[17]
- 吉姆·范·貝伯（英语：Jim Van Bebber）[41]
- 勞埃德·考夫曼[41][62]

## 其他
《粉红色火烈鸟》於2021年入選國家影片登記表。
《迷上癮》和《原罪犯》被BBC評為21世紀百大電影。
作为媒体中的其他例子，可以看到在日漫、电视和电子游戏中，因为其性质与极端电影相关或受其启发而呈现出多样化的表现（例如《烙印勇士》、《权力的游戏》、《回復術士的重啟人生》、2007年《俠盜獵魔2》和2018年游戏《恐惧与饥饿》）。